# Santa Cecília (kommun i Brasilien, Paraíba)
Santa Cecília är en kommun i Brasilien.   Den ligger i delstaten Paraíba, i den östra delen av landet, 1 600 km nordost om huvudstaden Brasília. Antalet invånare är 6 661. Arean är 228 kvadratkilometer.
Terrängen i Santa Cecília är kuperad norrut, men söderut är den platt.
Omgivningarna runt Santa Cecília är huvudsakligen savann. Runt Santa Cecília är det ganska tätbefolkat, med 124 invånare per kvadratkilometer.